# Liddicoatit

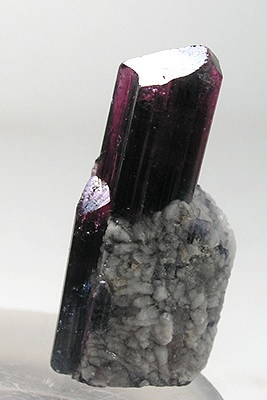
Liddicoatit från Madagaskar.

Liddicoatit är ett mineral i turmalingruppen. Det identifierades 1977. Namnet är valt efter gemmologen Richard T Liddicoat (1918—2002). Mineralet har hittills endast påträffats i Madagaskar.
Liddicoatit är besläktat med elbait. Vanliga störämnen är mangan, järn, titan, magnesium, natrium och vatten.